# آولیس کوپونن
آولیس کوپونن (فنلاندی: Aulis Koponen; ۵ آوریل ۱۹۰۶ – ۸ مارس ۱۹۷۸) بازیکن فوتبال اهل فنلاند بود.
از باشگاه‌هایی که در آن بازی کرده‌است می‌توان به باشگاه فوتبال هلسینگین پالوسئورا اشاره کرد.
وی همچنین در تیم ملی فوتبال فنلاند بازی کرده‌است.